# Italiener (Huhn)

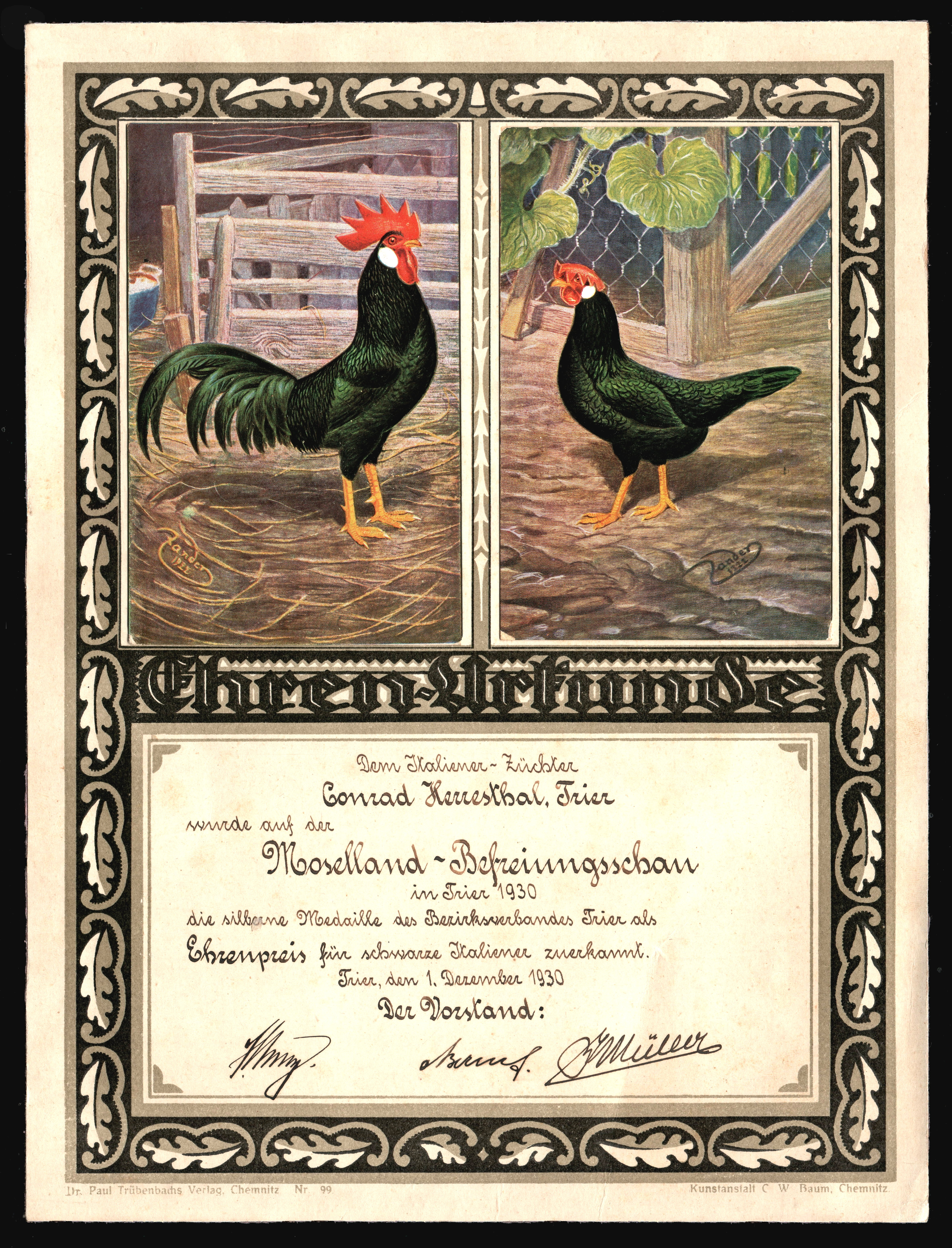
Ehrenurkunde für Italiener-Züchter (1930)

Das Italiener-Huhn ist eine mittelgroße Hühnerrasse und ist beim Bund Deutscher Rassegeflügelzüchter (BDRG) mit 21 Farbschlägen aufgeführt. Die weiße Form gelangte im 19. Jh. nach Amerika und wurde von dort aus als Livorno-Huhn bzw. Amerikanische Leghorn (BDRG) auch in Europa bekannt. Die Unterschiede sind gering.

## Eigenschaften
Vom Italiener-Huhn sind diverse Farbschläge erzüchtet worden (rebhuhnhalsig, silberfarbig, schwarz, schwarz-weißgescheckt, gestreift, gelb, porzellanfarbig, goldfarbig, kennfarbig, blau-rebhuhnfarbig, perlgrau-orangehalsig, orangehalsig, rotgesattelt, rot, blau, weiß, hell, blau-weißgescheckt, gold-schwarzgesäumt).
Zur Erzüchtung des schwarzen Farbenschlags wurden Minorka eingekreuzt.
Das Gewicht des Hahnes liegt zwischen 2,25 und 3 kg, das Gewicht der Henne zwischen 1,75 und 2,5 kg. Die Legeleistung beträgt ca. 190 weiße Eier pro Jahr, die Legetätigkeit beginnt ab einem Alter von 5 - 6 Monaten. Die Tiere sind sehr lebhaft und temperamentvoll. Bei der Fütterung ist darauf zu achten, dass sie ausgewogen und in Maßen stattfindet, Italiener-Hühner neigen schnell zur „Verfettung“, wodurch die Legeleistung enorm eingeschränkt wird. Die Hähne einiger Blutlinien beschützen ihre Hennen sehr zuverlässig und sind dementsprechend auch äußerst aggressiv gegenüber Menschen.
Das Geschlecht der Küken im Farbschlag kennfarbig und rebhuhnfarbig ist bereits am 1. Tag zu unterscheiden. Zum Beispiel: Die Hähne der rebhuhnhalsigen besitzen als Eintagsküken einen weißen Flaum an der Brust, während die Hennenküken bereits ab dem ersten Tag eine leicht gelb-bräunliche Flaumfarbe an der Brust aufweisen.
Einige Blutlinien besitzen den Brutinstinkt noch selbst und sind für die Naturbrut geeignet. Leider besitzen die meisten Blutlinien keinen Brutinstinkt mehr, wodurch auf die Kunstbrut auszuweichen ist.
In Deutschland sind Italiener mit zwei Kammvarianten zugelassen: Einfachkamm und Rosenkamm.
Im BDRG sind Leghorn und Italiener als zwei eigenständige Rassen anerkannt. Weiße Italiener und (weiße) Leghorn sind für den Laien nicht leicht zu unterscheiden. International sind die Bezeichnungen teils synonym. Teilweise bezeichnen sie aber auch eine bestimmte Zuchtrichtung.
Es existiert mit dem Zwerg-Italiener auch eine Zwergform, die in unterschiedlichen, nach Farbschlägen geordneten, Sondervereinen betreut werden.

## Bestand und Gefährdung
Das Italiener-Huhn wurde in die Liste der gefährdeten Haustierrassen aufgenommen. Die Bundesanstalt für Landwirtschaft und Ernährung führt die Italiener in der Roten Liste der gefährdeten Nutztierrassen 2013 in der untersten Gefährdungsklasse V (Beobachtung). Danach gab es 2009 in Deutschland 2769 Hähne und 15967 Hennen.